# Yuzo Koshiro
Yuzo Koshiro (Tóquio, 12 de dezembro de 1967) é um compositor, arranjador e produtor de música de vídeo-games japonês. Ele é um dos mais conhecidos, influentes e respeitados músicos da história do videogame.

## Biografia

### Infância e Adolescência
Nasceu na cidade de Hyno, em Tóquio, no dia 12 de dezembro de 1967. Filho de mãe pianista e pai artista, só podia levar jeito para as artes. Desde os três anos de idade aprendeu a tocar. Aos 5 já tocava violino, e aos 12 aprendeu violoncelo. O professor de música do pequeno Yuzo foi o célebre compositor Joe Hisaishi (aclamado pelo trabalho nos Animes do diretor Hayao Miyazaki) e acabou compondo sua primeira música aos oito anos.
Na adolescência, matava aula para jogar Space Invaders, e ficava fascinado pelas músicas de Gradius. Costumava ir aos fliperamas para gravar a música direto do alto-falante das máquinas. Com dezesseis anos, conseguiu reproduzir uma dessas músicas no seu computador (um NEC PC-8801 mk2SR, muito popular no Japão). Utilizava o pseudônimo YK-2 (provavelmente pela semelhança com a sigla mk2 do computador) para enviar artigos e músicas para a revista de PC Microcomputer Basic Magazine. Suas músicas foram se tornando populares e acabou sendo aclamado como o "Deus do PSG" (como é chamado o formato de som daquele computador).

### Primeiros trabalhos
Ao terminar o ginásio, começou a trabalhar para essa mesma revista, ao mesmo tempo em que fazia músicas como freelancer para a Nihon Falcom (empresa de games muito popular no Japão). Sua entrada na Falcom foi curiosa: ele se inscreveu pretendendo ser diretor de games, mas só conseguiu vaga para compositor (posteriormente ele realizou seu sonho de dirigir games fundando sua própria companhia). Nesta empresa ele produziu, em parceria com outros compositores, a maioria das músicas de Xanadu Scenario II, Romancia, Ys books I & II e Sorcerian, todos para o computador PC-88. Não continuou na Falcom (que não lhe dá crédito pelas músicas até hoje) e resolveu trabalhar (ainda freelance) para outras empresas, como a Enix, onde fez Misty Blue e The Scheme, tirando proveito da nova placa de som Soundboard 2. Já no computador Sharp X68000 fez Thrice, um quebra-cabeças considerado por ele um de seus trabalhos mais difíceis. Na empresa Sega conseguiu a condição até então inédita para ele de poder ostentar o seu nome na tela título, como em The Revenge of Shinobi e Streets of Rage, ambos para o videogame Mega Drive. Mostrou-se amadurecido e em plena forma com Actraiser e Super Adventure Island (o que lhe rendeu o privilégio também inédito de ostentar seu nome no adesivo do cartucho japonês), ambos para o SNES. Foi aclamado mundialmente com Streets of Rage 2 (do Mega Drive), considerado o auge da sua carreira.
Durante muito tempo suas músicas atingiam o limite do possível em matéria de sons. Chegou-se até a especular que ele usava um "chip de som envenenado" nos cartuchos, mas era tudo fruto da habilidade do compositor. Seu "reinado" durou até a chegada dos videogames em CD. Streets of Rage 3 marca o começo do seu declínio: um trabalho puramente experimental com o compositor Motohiro Kawashima que não agradou muito aos fãs. A partir daí não conseguiu superar as expectativas, lançando trabalhos de menor projeção e se dedicando mais a produção de seus próprios jogos na empresa Ancient, criada em 1991 por sua mãe e gerenciada por Yuzo e sua irmã, Ayano Koshiro (designer de personagens que trabalhou na maioria dos jogos para os quais Yuzo fez as músicas).
Jogos como Beyond Oasis (Legend of Thor) e Vatlva não chamaram a atenção, até que ele voltou à cena fazendo algumas músicas da grande aposta (e fracasso comercial) da Sega: Shenmue. Compôs com mais 3 outras pessoas, mas não gostou muito do resultado, dizendo que teve de compor com headphones pela primeira vez na vida e submeter-se às ordens do diretor Yu Suzuki. Após esta fase mais clássica, Yuzo resolveu retornar ao que sabe fazer de melhor: música eletrônica, com jeito de videogame. Ensaiou um trance no remix da música do lutador de boxe Balrog (M. Bison, no Japão) no CD Street Fighter Tribute, e flertou timidamente com o pop eletrônico no jogo Wangan Midnight, que ainda segue o estilo clássico das trilhas para filmes. Em 2004 ele retornou com força total na continuação Wangan Midnight: Maximum Tune, desta vez totalmente techno, e melhorou ainda mais a qualidade das músicas do jogo em Wangan Midnight: Maximum Tune 2, considerado pelos fãs uma verdadeira obra-prima, e uma das trilhas preferidas do próprio Yuzo.

## Lista de jogos
Yuzo Koshiro fez a trilha sonora dos seguintes jogos:
- Xanadu Scenario II – PC-88, PC-98
- Romancia – PC-88
- Dragon Slayer IV / Legacy of the Wizard – Famicom / NES
- Ys – PC-88, PC-98
- Sorcerian – PC-88, PC-98
- Algarna – Sharp X1
- Bosconian – Sharp X68000
- Ys II – PC-88, PC-98
- The Scheme – PC-88
- Misty Blue – PC-88
- The Stickman is Back – não lançado
- The Super Shinobi / Revenge of Shinobi – Mega Drive / Genesis
- Thrice (Slice) – Sharp X68000
- Bare Knuckle / Streets of Rage – Mega Drive / Genesis
- ActRaiser – Super Famicom / Super Nintendo
- ActRaiser 2 – Super Famicom / Super Nintendo
- Super Adventure Island – Super Famicom / Super Nintendo
- Super Adventure Island 2 – Super Famicom / Super Nintendo
- Sonic the Hedgehog – Sega Master System, Game Gear
- Bare Knuckle II / Streets of Rage 2 – Mega Drive / Genesis
- Slapfight – Mega Drive
- Miracle Casino Paradise – Super Famicom
- The GG Shinobi – Game Gear
- The GG Shinobi II – Game Gear
- Batman Returns – Game Gear, Sega Master System
- Bare Knuckle III / Streets of Rage 3 – Mega Drive / Genesis
- The Story of Thor / Beyond Oasis – Mega Drive / Genesis
- Eye of the Beholder – Mega CD / Sega CD
- Zork I – Sega Saturn / Playstation
- The Story of Thor 2 / The Legend of Oasis – Sega Saturn
- Vatlva – Sega Saturn
- Culdcept – Sega Saturn
- Shenmue – Sega Dreamcast
- Wangan Midnight – Arcade, PlayStation 2
- Car Battler Joe – Game Boy Advance
- Island of Kaiju – Nintendo GameCube
- Wangan Midnight: Maximum Tune – arcade
- Wangan Midnight: Maximum Tune 2 – arcade
- Namco X Capcom – PlayStation 2
- Dance Dance Revolution Extreme 2 (USA) – PlayStation 2 (compôs apenas a música "You Gotta Move It" com Julie Rugaard nos vocais)
- Castlevania: Portrait of Ruin – Nintendo DS
- Etrian Odyssey – Nintendo DS
- Lost Regnum – Sony PSP
- Super Smash Bros. Brawl – Wii (remixes, juntamente com outros compositores)
- Dragon Ball Online - PC
- Bare Knuckle IV / Streets of Rage 4 – PC, PlayStation 4, Xbox One, Nintendo Switch (juntamente com outros compositores)

Também participou de projetos apenas para CD, como Merregnon 2, Ten Plants, Street Fighter II Tribute Album, FM Sound Module Maniax e arranjos para o álbum Pink Sweets.